# Mai 1812
Cette page présente les faits marquants du mois de mai 1812.

## Événements

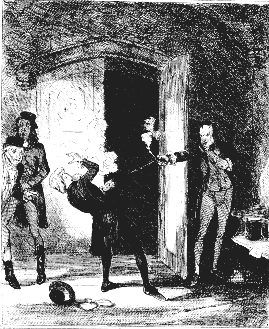
11 mai : assassinat de Spencer Perceval

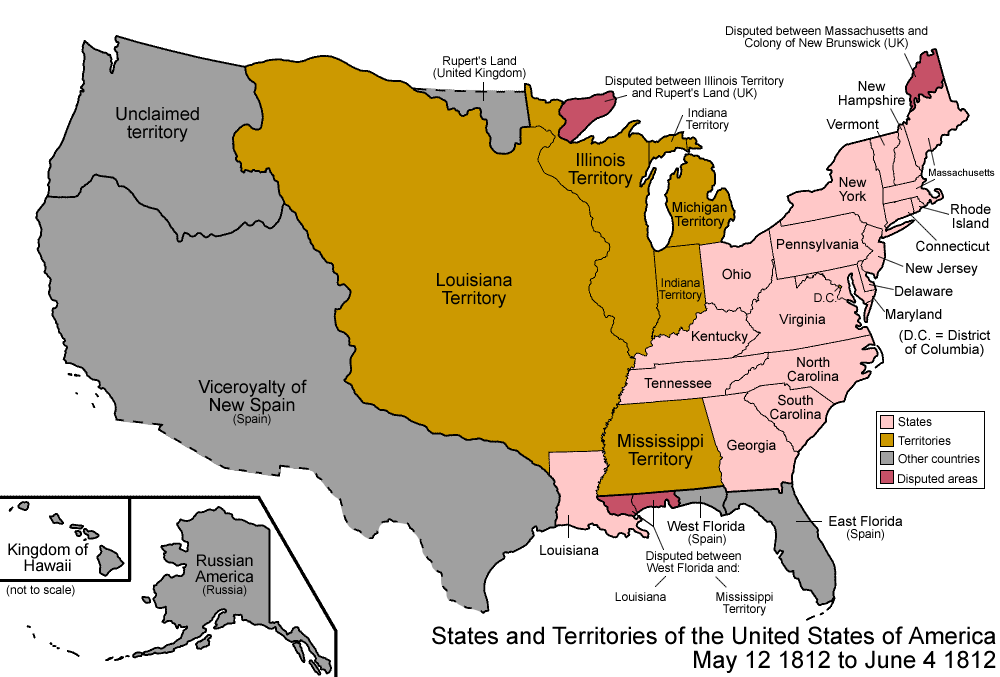
12 mai 1812 - 4 juin 1812

- 11 mai : assassinat du premier ministre britannique Spencer Perceval par un agent commercial ruiné par le blocus[1].

- 12 mai, États-Unis : la Floride Occidentale annexée par les États-Unis par proclamation du président James Madison le 27 octobre 1810 (correspondant au District de Baton Rouge et au District de Mobile) est rattachée par décision du gouvernement fédéral au Territoire du Mississippi[2].

- 16 - 27 mai[3] : Napoléon est à Dresde à la tête de 600 000 hommes (dont seulement 300 000 Français).

- 28 mai :
  - Traité de Bucarest. Fin de la guerre entre l'Empire ottoman et la Russie (Koutouzov), qui occupe la Bessarabie (fin en 1856)[4]. Le sultan s’engage à accorder l’autonomie aux Serbes révoltés depuis 1804.
  - Mexique : victoire des insurgées à la bataille d'Escamela[5].

## Naissances
- 7 mai : Robert Browning, poète britannique.
- 16 mai : Camille Doucet, poète et auteur dramatique français, académicien français (fauteuil 32) († 1895).
- 17 mai : Pierre Joseph Aimé Pissis (mort en 1889), géologue et géographe français.
- 18 mai : Adolph Eduard Grube, zoologiste polonais († 23 juin 1880).
- 25 mai : Filippo Pacini (mort en 1883), anatomiste italien.

## Décès
- 9 mai : Charles-Nicolas-Sigisbert Sonnini de Manoncourt (né en 1751), naturaliste français.
- 14 mai : Pierre-Charles Dandrillon, peintre français (° 24 mai 1753).
- 18 mai : Hercules, esclave et cuisinier de George Washington (° 1748).